# Lobo de Ferro

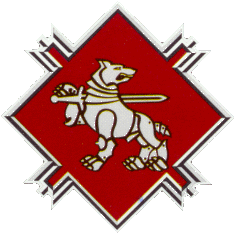
O Lobo de Ferro é usado como mascote pelo exércitoda Lituânia (a Brigada de Infantaria motorizada Lobo de Ferro).

O Lobo de Ferro (em lituânico: Geležinis Vilkas) é um personagem mítico de uma lenda medieval da fundação de Vilnius, capital do antigo Grão-Ducado da Lituânia e atual República da lituânia. Encontrado primeiramente nas Crônicas Lituanas, a lenda compartilha certas semelhanças com a Lupa Capitolina e possivelmente refletia o desejo lituano de mostrar suas origens lendárias derivadas do Império Romano (dos Palemônidas). A lenda ficou popular durante a era do Nacionalismo romântico. Hoje, o Lobo de Ferro é um dos símbolos de Vilnius e é usado por times de esporte, pelas Forças Armadas da Lituânia, escoteiros e outros.

## A lenda
De acordo com a lenda, o Grão-duque Gediminas (1275 – 1341) estava caçando na floresta sagrada perto do Vale de Šventaragis, onde o Rio Vilnia encontra o Rio Neris. Cansado depois do sucesso da caça de um Bisonte-europeu, o Grão-duque ali ficou para a noite. Ele adormeceu pesadamente e sonhou com um imenso lobo feito de ferro de pé no topo de uma colina e uivando tão forte e alto como centenas de lobos. Ao acordar, Gediminas pediu para o Krivis (um padre pagão) Lizdeika interpretar seu sonho, ao que o padre lhe disse: "O que está destinado para o governante e o Estado da Lituânia é isto: o Lobo de Ferro representa um castelo e uma cidade que será fundada por ti neste lugar. Essa cidade será a capital das terras lituanas e a habitação de seus governantes, a glória de seus atos deve ecoar por todo o mundo" Dessa forma, o Grão-duque, obedecendo o desejo dos deuses, construiu a cidade e chamou-a Vilnus - devido ao Rio Vilnia.